# James Comey

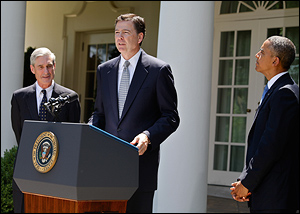
James Comey u řečnického stolku, v pozadí prezident Barack Obama a předchůdce v čele FBI Robert Mueller

James Brien Comey, Jr. (*14. prosinec 1960, Yonkers, New York, USA) je právník ze Spojených států amerických, bývalý ředitel FBI a bývalý náměstek ministra spravedlnosti.

## Mládí, vzdělání a rodina
Narodil se v Yonkersu, stát New York, ale vyrůstal v Allendalee, stát New Jersey. Odmaturoval na Northern Highlands Regional High School v Allendalee a promoval na College of William and Mary v oboru chemie a náboženství. Jeho závěrečná práce analyzovala liberálního teologa Reinholda Niebuhra a konzervativního televangelistu Jerryho Falwella, s důrazem na jejich společnou víru ve veřejné akci. Od roku 1985 je nositelem titulu doktora práv po absolvování právnické fakulty na univerzitě v Chicagu.
Je ženatý, s manželkou Patricie jsou rodiči pěti dětí.

## Kariéra
Po univerzitě Comey pracoval jako asistent okresního soudce John M. Walkera, Jr. na Manhattanu. Pak byl spolupracovníkem u právnické firmy Gibson, Dunn & Crutcher v New Yorku.
Následující pracovní příležitost byla u prokuratury jižního obvodu New Yorku a to v letech 1987 - 1993. Zde vykonával funkci zástupce náčelníka trestní divize. Pomohl stíhat zločineckou rodinu Gambino. Od roku 1996 do roku 2001 působil jako prokurátor v Richmondu pro východní obvod Virginie. V 1996 byl hlavním prokurátorem v případu bombardování Khobar Towers v Saúdské Arábii. Od 9. prosince 2003 do 15. srpna 2005 zastával funkci náměstka ministra spravedlnosti.
V červnu 2013 jej nominoval prezident Barack Obama na post ředitele FBI, aby nahradil odcházejícího Roberta Muellera. Jeho jmenování bylo schváleno Senátem 29. července 2013 a 4. září 2013 složil přísahu.
V květnu 2017, během rozhovoru pro CNN, Hillary Clintonová ze své prohry v prezidentských volbách obvinila WikiLeaks a Comeyho, který jedenáct dní před volbami oznámil Kongresu, že prozkoumá další nově objevené e-maily ze soukromého účtu Clintonové.
9. května 2017 byl prezidentem Donaldem Trumpem odvolán. Zpočátku nebylo udáno proč, později bylo jako důvod uvedeno chování vůči Hillary Clintonové z doby prezidentských voleb, zvlášť co se týkalo aféry s jejími e-maily. Odvolání přišlo navíc v době, kdy Comey se nechal veřejně slyšet, že zintenzivní trestní vyšetřování ohledně Trumpova možného spojení s Ruskem a zásahu do amerických voleb.
8. června 2017 veřejně a pod přísahou vypovídal před senátní komisí pro dohled nad tajnými službami, Senátu Spojených států amerických a odpovídal na dotazy senátorů ohledně ruského zásahu do prezidentských voleb i nátlaku prezidenta Spojených států, Donalda Trumpa na jeho osobu, kdy po něm prezident opakovaně žádal věrnost a chtěl také ukončit vyšetřování svého někdejšího poradce Michaela Flynna, o kterého se FBI a několik výborů Kongresu zajímá kvůli jeho kontroverzním vazbám na Rusko. Senátní výbor již den předtím, 7. června 2017 zveřejnil jeho úvodní, sedmistránkové písemné svědectví o jeho komunikaci s prezidentem obsahující, dle Comeyho, všechny podstatné informace.
V roce 2018 Comey vydal knihu A Higher Loyalty (Vyšší věrnost), ve které Trumpa přirovnal k mafiánskému bossovi. Trump v reakci na jeho knihu označil Comeyho za usvědčeného lháře, který by měl být stíhán za únik tajných informací. Dále jej obvinil ze lhaní Kongresu pod přísahou. Comey nebyl z ani jednoho obviněn.